# Ann Mari Dovland
Ann Mari Dovland, född 1990, är en norsk fotbollsspelare som spelar i Piteå IF Dam.Toppserien högstaserien i Norge spelade hon 2006-2011 innan flytten till Piteå.

### Fotnoter
1. ↑  http://www.cwfootball.com/players/ann-mari-dovland
2. ↑  ”Piteå IF Dam - Truppen”. Arkiverad från originalet den 31 augusti 2011. https://web.archive.org/web/20110831082359/http://www.piteaif.se/dam/truppen. Läst 26 mars 2012.